# شحنة بلانك
شحنة بلانك (بالإنجليزي: Planck charge) في الفيزياء، هي وحدة من الوحدات الأساسية في نظام الوحدات الطبيعية، وحدات بلانك هي كمية الشحنة الكهربائية عند الثوابت الفيزيائية الأساسية.
تعرف شحنة بلانك رياضياً :
{\displaystyle q_{P}={\sqrt {4\pi \epsilon _{0}\hbar c}}={\sqrt {2ch\epsilon _{0}}}={\frac {e}{\sqrt {\alpha }}}=1.8755459\times 10^{-18},} كولومs
حيث أن:

{\displaystyle c\ } سرعة الضوء في الفراغ
{\displaystyle h\ } ثابت بلانك
{\displaystyle \hbar \equiv {\frac {h}{2\pi }}\ } انخفاض ثابت بلانك
{\displaystyle \epsilon _{0}\ } سماحية الفراغ
{\displaystyle e\ } الشحنة الكهربائية
{\displaystyle \alpha \ } = (137.03599911)−1 ثابت البناء الدقيق
- شحنة بلانك هي أضعاف الشحنة الابتدائية للإلكترون {\displaystyle \alpha ^{-1/2}\approx 11.706}
- تعرف شحنة بلانك {\displaystyle q_{P}} في وحدات جاوس :{\displaystyle q_{P}={\sqrt {\hbar c}}.}

حيث أن : {\displaystyle 4\pi \epsilon _{0}=1}